# Yan Brice Eteki
Yan Brice Eteki (Yaoundé, 26 d'agost de 1997) és un futbolista professional camerunès que juga com a migcampista per l'AD Alcorcón.

## Carrera de club
Eteki va signar pel planter del Sevilla FC el desembre de 2012, des del CD Leganés. Va debutar com a sènior amb el Sevilla Atlético el 22 de febrer de 2015, entrant com a suplent als darrers minuts en una victòria per 2–0 a casa contra el FC Cartagena, a la Segona Divisió B.
L'11 de desembre de 2015, Eteki va renovar contracte fins al 2018. Va debutar com a professional el 21 d'agost de l'any següent, jugant com a titular en un empat 3–3 a casa contra el Girona FC, en partit de Segona Divisió.
Després d'haver jugat com a titular durant la primera meitat de la temporada, Eteki va ampliar el seu contracte fins al 2019 el 20 de gener de 2017. Va marcar el seu primer gol com a professional el 16 d'abril, el primer en una golejada per 6–2 a casa contra el Reial Valladolid.
El 23 d'agost de 2018, després que l'equip baixés de categoria, Eteki va signar contracte per dos anys amb la UD Almería de segona divisió. Va esdevenir titular habitual a l'equip de Fran Fernández, amb 31 aparicions en la temporada.
El 17 de juliol de 2019, Eteki va tornar al Sevilla després que el club activés la seva clàusula de recompra, de 500,000 euros. L'endemà, va signar contracte amb el Granada CF, acabat d'ascendir a La Liga.